# 大阪広域環境施設組合

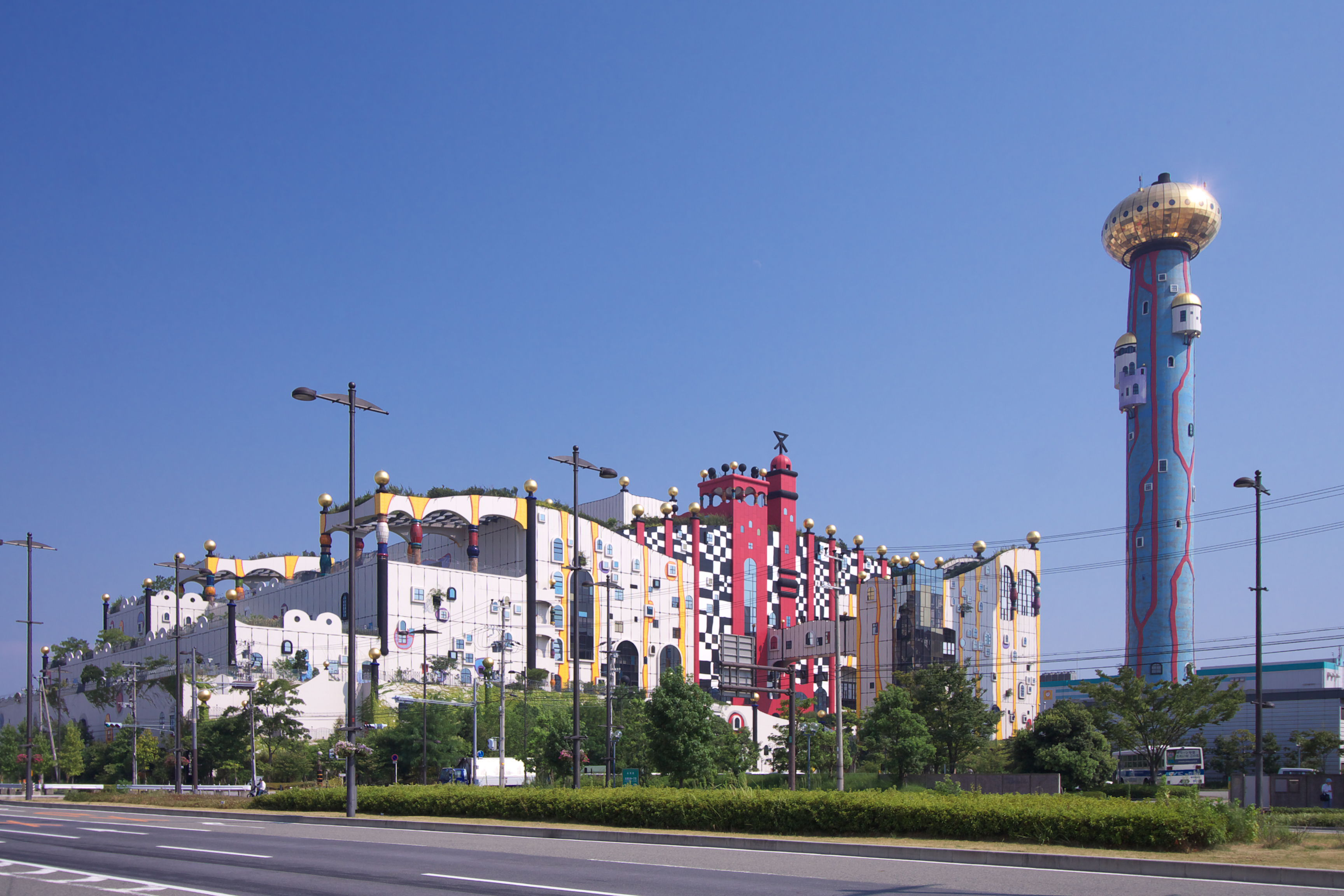
舞洲工場の外観

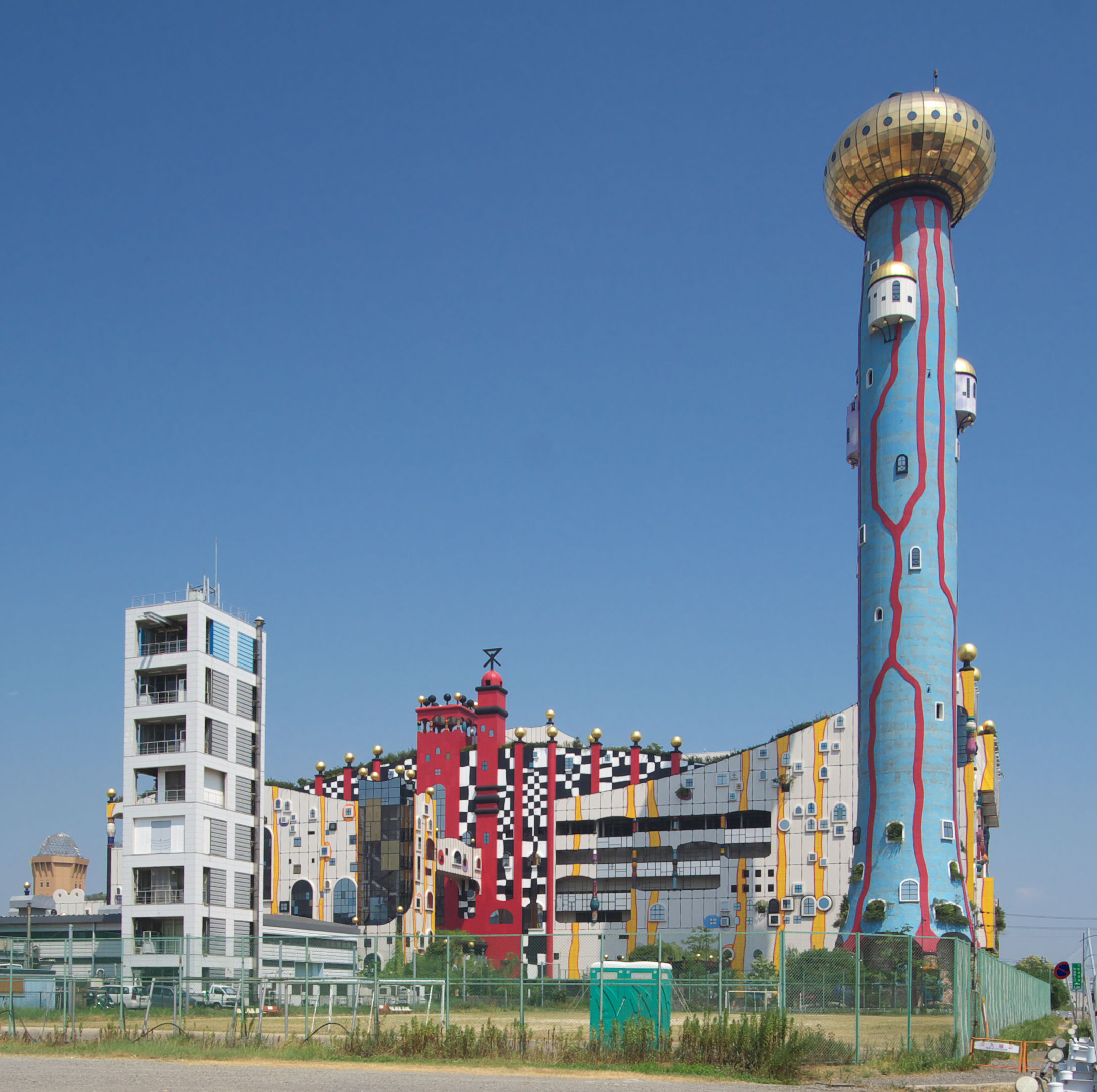
舞洲工場の外観

大阪広域環境施設組合（おおさかこういきかんきょうしせつくみあい、英: Osaka Waste Management Authority）とは、大阪市、八尾市、松原市及び守口市で構成され、一般廃棄物の焼却処理・処分を共同で行う一部事務組合である。旧称大阪市･八尾市･松原市環境施設組合。

## 概要
大阪市、八尾市、松原市及び守口市のごみ焼却及び粗大ごみ処理（破砕）の施設の建設・管理運営、最終処分にかかる事務を実施している。
組合設立以前は、大阪市が環境局による市直営でごみ焼却工場を運営しており、八尾市及び松原市は大阪市と交わした協定書等に基づき、大阪市にごみ処理を委託していたが、国や大阪府市統合本部による広域的なごみ処理体制の構築の方針を踏まえ、当組合が2014年（平成26年）に設立され、2015年（平成27年）4月より大阪市のごみ焼却処理事業が移管された。
守口市もごみ焼却施設の老朽化を踏まえ、2019年（令和元年）10月に当組合に参画することとなった。
最終処分場への埋立処分については、各構成市のごみ処理量の割合に応じて、大阪市分は組合が運営管理する大阪市の北港処分地（夢洲1区）と大阪湾広域臨海環境整備センターの大阪沖埋立処分場で行い、その他の3市分は大阪沖埋立処分場で行っている。
ごみ焼却工場の建て替えは、民間事業者にプラント設備の更新及び長期運営（20年間）を一括で委託するDBO（Design Build Operate）方式で実施しており、住之江工場はタクマを代表企業、鴻池組等を構成員とするグループが受注し、鶴見工場は日立造船を代表企業、大林組等を構成員とするグループが受注している。

## 沿革
- 2014年（平成26年）11月25日 - 大阪府知事より許可を得て、大阪市･八尾市･松原市環境施設組合として設立
- 2015年（平成27年）4月1日 - 大阪市からごみ焼却処理事業を引き継ぎ、事業開始
- 2019年（令和元年）10月1日 - 守口市が加入、組織名称を大阪広域環境施設組合に変更[9]
- 2020年（令和2年）4月1日 - 4市での共同処理が開始

## 組織
執行機関
- 管理者 - 会計管理者 - 副管理者 - 事務局長
  - 総務部 - 総務課、経理課
  - 施設部 - 施設管理課、建設企画課、鶴見工場、西淀工場、八尾工場、舞洲工場、平野工場、東淀工場
- 監査委員
- 公平委員会
- 懲戒審査委員会
- 情報公開審査会
- 個人情報保護審査会
- 退職手当審査会

議決機関：大阪広域環境施設組合議会
- 議長、副議長、書記長
- 議員22名：大阪市15名、八尾市3名、松原市2名、守口市2名

## 主要施設
鶴見工場（休止・建て替え中）
- 所在地：大阪市鶴見区焼野2-11-5
- 竣工：1990年（平成2年3月）
- 炉式：デ・ロール式
- 備考：2023年（令和5年）3月末で休止、建て替え中[10]

西淀工場
- 所在地：大阪市西淀川区大和田2-5-68
- 竣工：1995年（平成7年）3月
- 炉式：タクマ式

八尾工場
- 所在地：八尾市上尾町7-1
- 竣工：1995年（平成7年）3月
- 炉式：マルチン式

舞洲工場
- 所在地：大阪市此花区北港白津1-2-48
- 竣工：2001年（平成13年）4月
- 炉式：デ・ロール式
- 備考：フリーデンスライヒ・フンデルトヴァッサーのデザインで有名[11]

平野工場
- 所在地：大阪市平野区瓜破南1-3-14
- 竣工：2003年（平成15年）3月
- 炉式：NKK式

東淀工場
- 所在地：大阪市東淀川区南江口3-16-6
- 竣工：2010年（平成22年）3月
- 炉式：デ・ロール式

住之江工場
- 所在地：大阪市住之江区北加賀屋4-1-26
- 竣工：2023年（令和5年）3月
- 炉式：ストーカ式
- 備考：旧工場は1988年（昭和63年）7月竣工

北港処分地
- 所在地：大阪市此花区夢洲東1丁目地先

## その他
- 大阪市環境局では、ごみ排出量の減少により、ごみ焼却工場を2008年（平成20年）から2014年（平成26年）に港工場（港区）、大正工場（大正区）、森之宮工場（城東区）及び南港工場（住之江区）の4か所を廃止し、11工場から7工場に減少させた[13]。当組合はその7工場を引き継いだ。